# Königin-Sophie-Kapelle

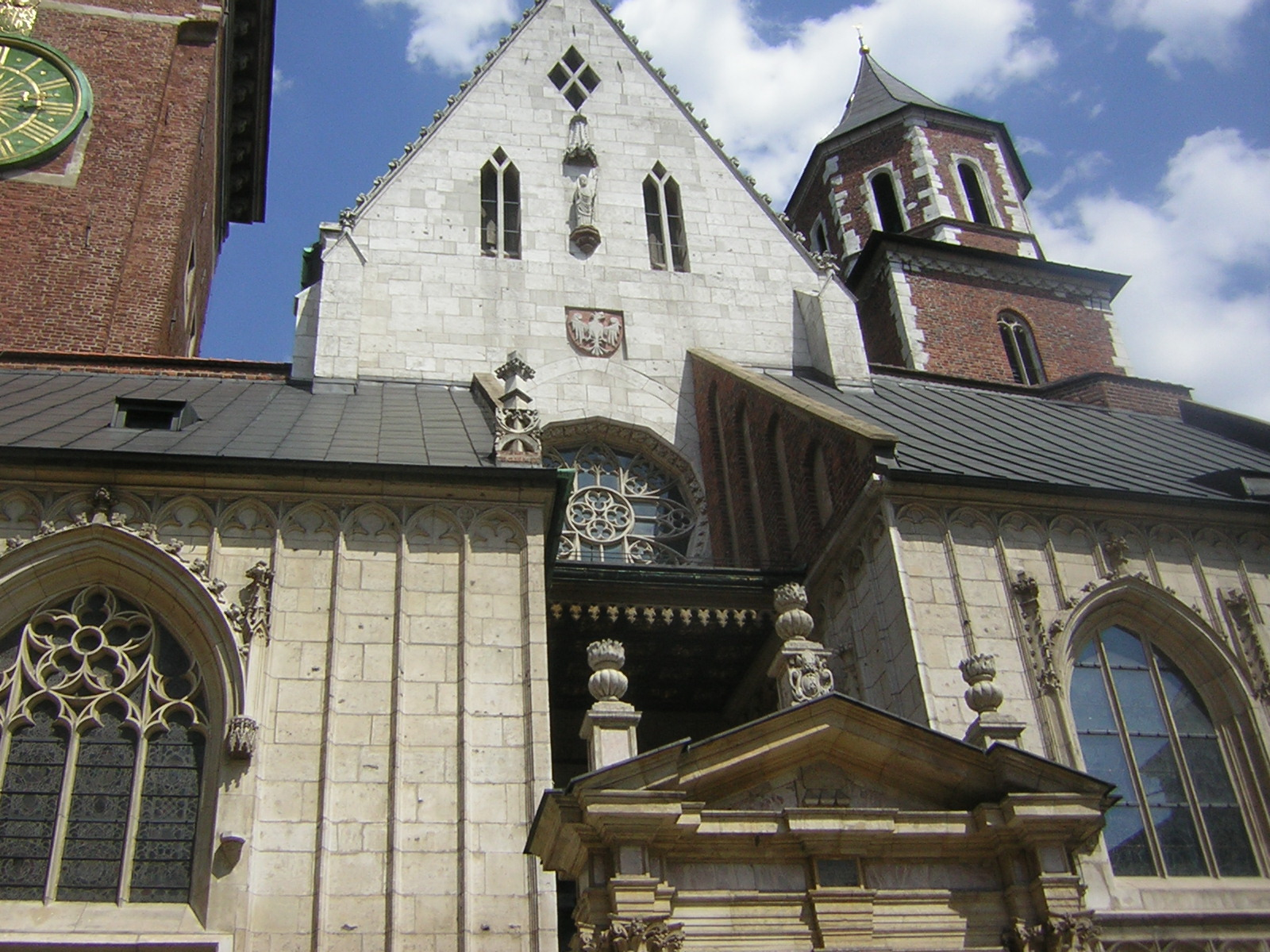
Links vom Haupteingang

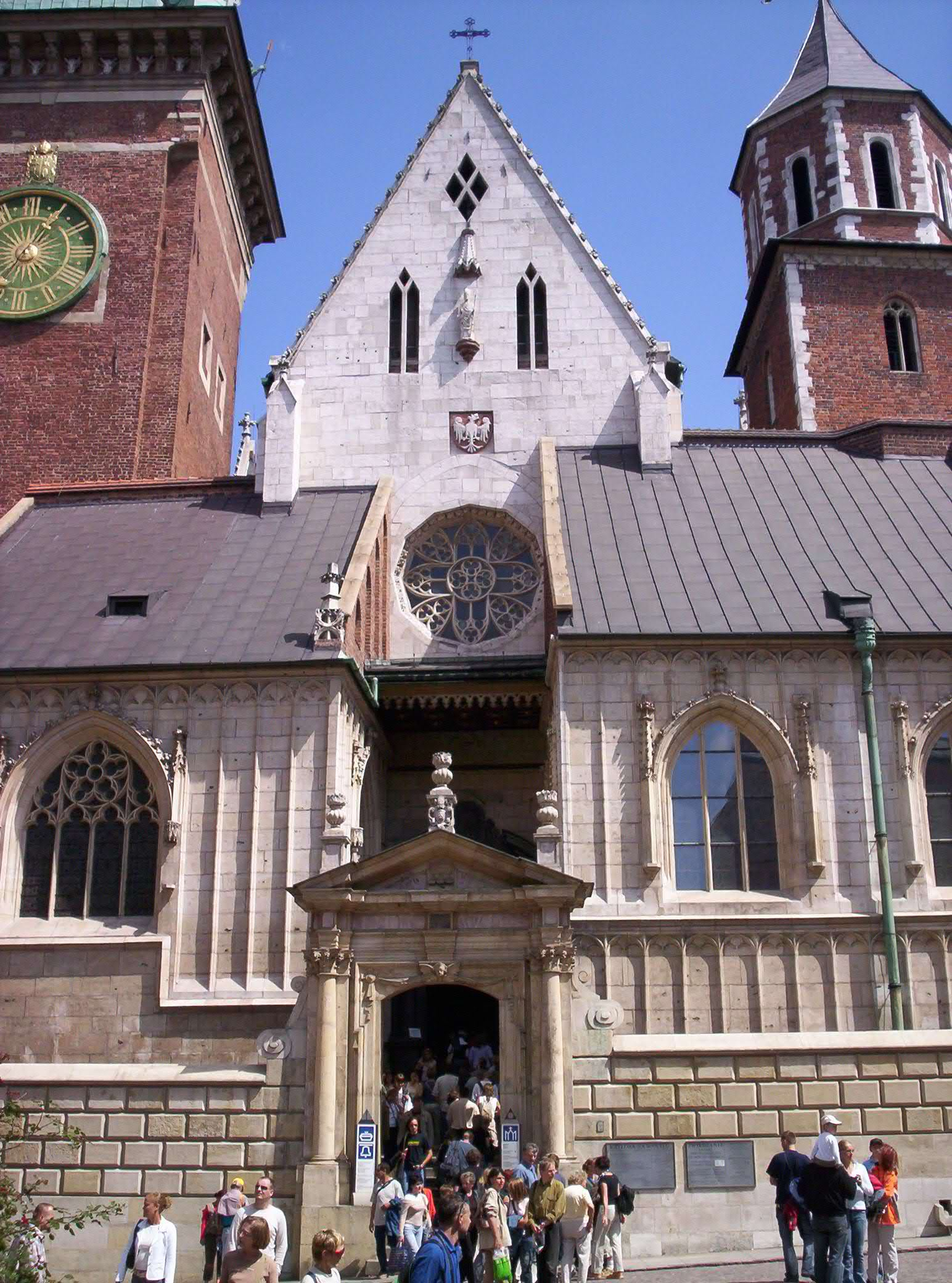
Links vom Haupteingang

Die Königin-Sophie-Kapelle ist eine der 19 Kapellen, die die Krakauer Kathedrale umgeben. Sie wird auch Seminar-Kapelle genannt. Sie ist der Heiligen Dreifaltigkeit geweiht.

## Geschichte
Die Kapelle wurde in den Jahren von 1431 bis 1432 von der Königin Sophie Holszańska. der vierten Ehefrau von König Ladislaus II. Jagiełło gestiftet. Sie wurde auch in der Kapelle beigesetzt. Das Gewölbe wurde von ruthenischen Malern mit byzantinischen Fresken versehen. Anfang des 17. Jahrhunderts – ca. 1613 bis 1615 – wurde die Kapelle im frühbarocken Stil als Grabkapelle für Bischof Piotr Tylicki von Fryderyk Szembek umgebaut, wobei die byzantinischen Fresken zunächst erhalten blieben. 1830 wurde in der Kapelle das Grabmal für Włodzimierz Potocki von Bertel Thorvaldsen errichtet, auf dem Potocki als griechischer Hoplit dargestellt ist. Thorvaldsen schuf in der Kapelle auch das Relief des Todesgenies. In den Jahren von 1836 bis 1844 wurde die Kapelle erneut umgebaut, dieses Mal von Francesco Maria Lanci. Adam Tadolini und Luigi Pampaloni schufen das Grabmal von Anna Potocka und Dominico Cardelli das ihrer Mutter Konstancja Poniatowska. Zum letzten Mal wurde die Kapelle in den Jahren von 1899 bis 1904 umgestaltet, dieses Mal von Sławomir Odrzywolski. Włodzimierz Tetmajer schuf die neuen Fresken und die Buntglasfenster im Jugendstil.

## Krypta
In der Kapelle wurden bestattet:
- Königin Sophie Holszańska
- Bischof Piotr Tylicki
- Włodzimierz Potocki
- Anna Potocka
- Konstancja Poniatowska

## Innenraum
Die Buntglasfenster und Fresken im Jugendstil gehen auf Włodzimierz Tetmajer zurück. Die Grabmäler stammen von Bertel Thorvaldsen, Adam Tadolini, Luigi Pampaloni und Dominico Cardelli.

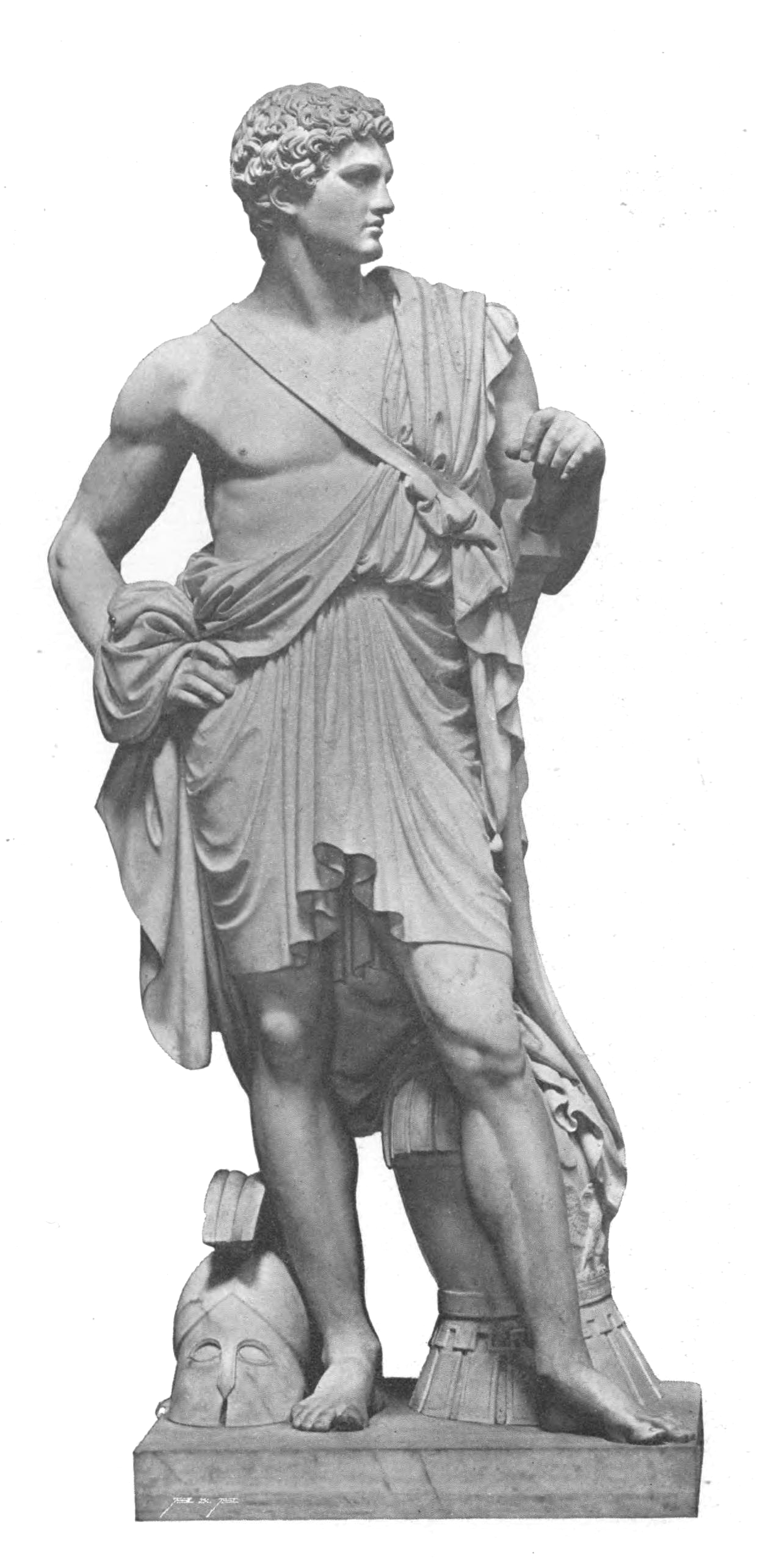
Thorvaldsen
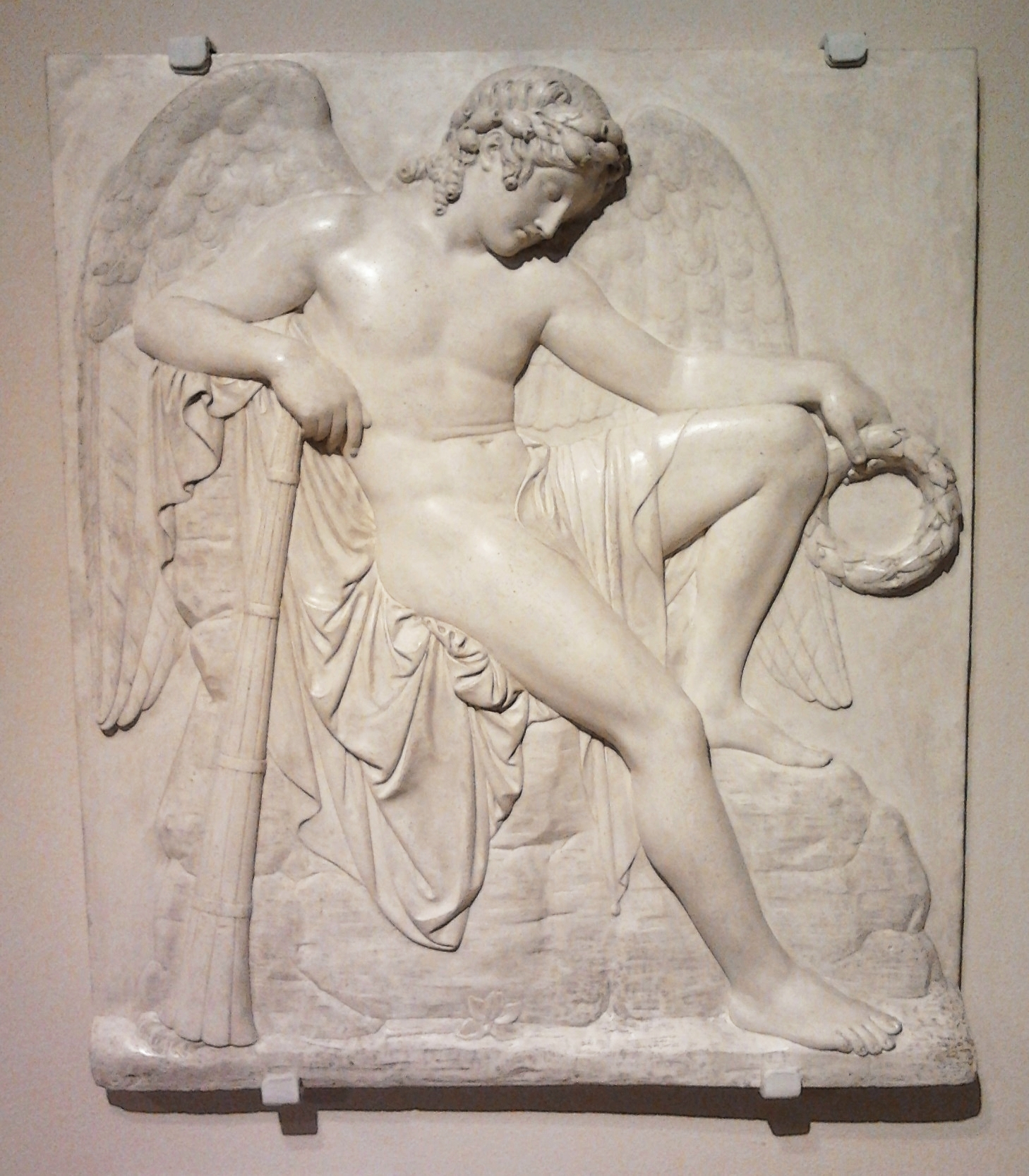
Thorvaldsen

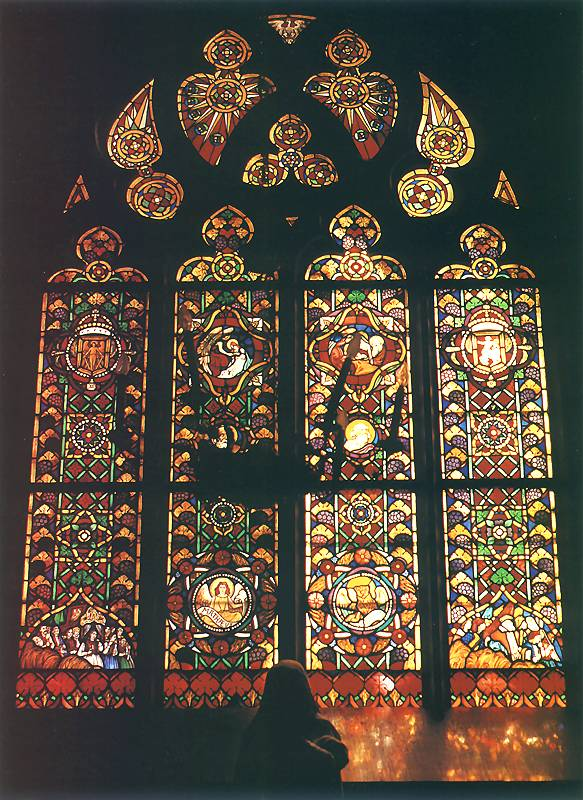
Tetmajer
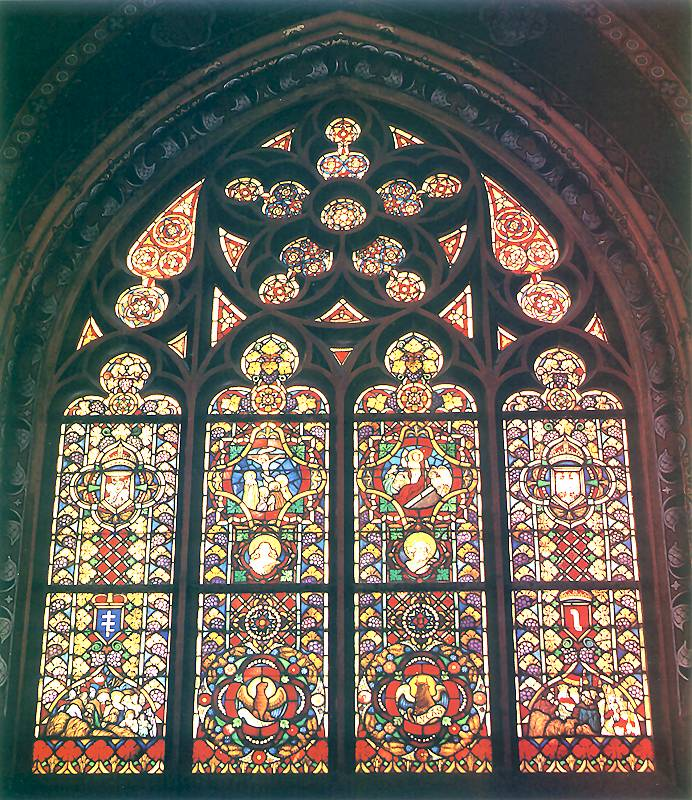
Tetmajer

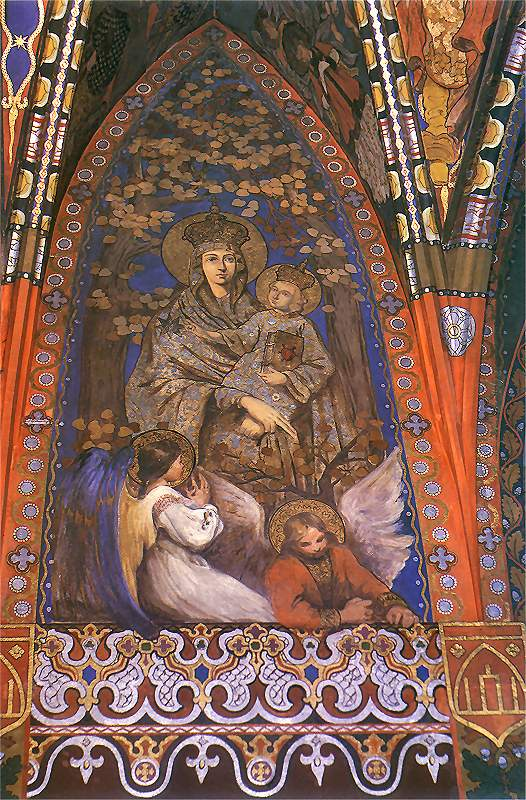
Tetmajer
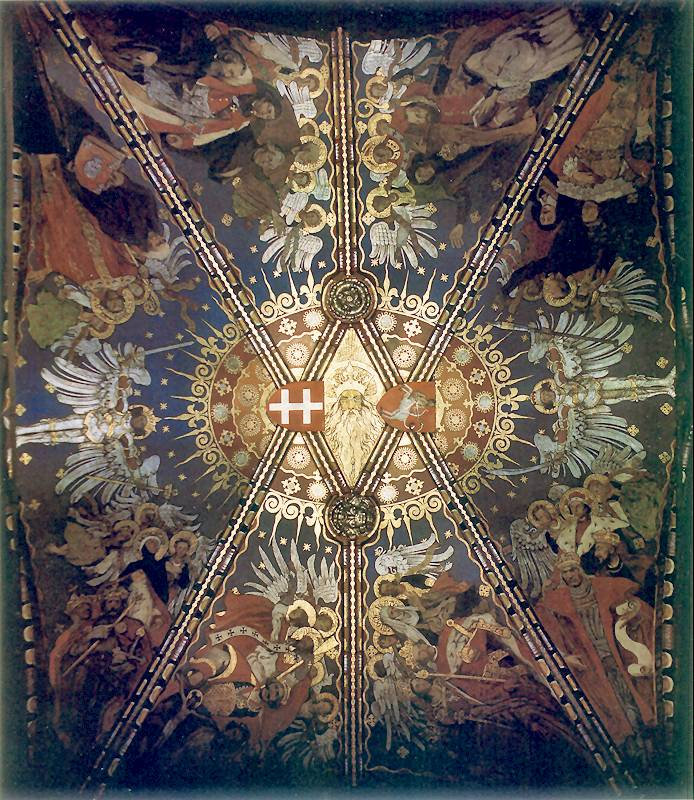
Tetmajer
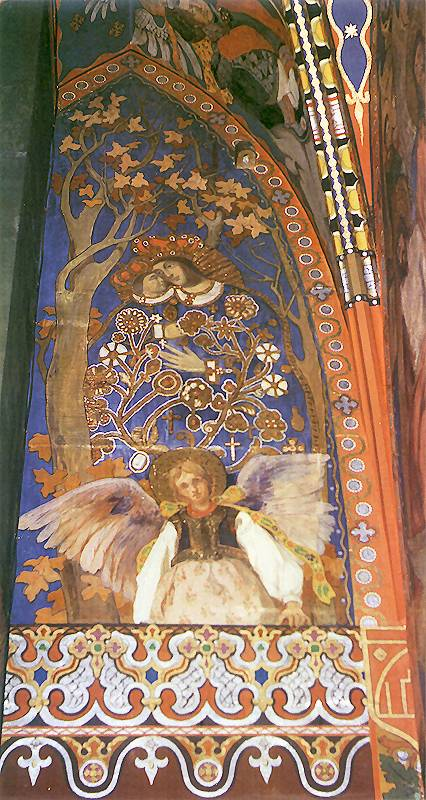
Tetmajer

## Quelle
- Michał Rożek: Krakowska katedra na Wawelu. Wydawnictwo św. Stanisława BM Archidiecezji Krakowskiej, Kraków 1989